# Ảnh hưởng của sự ấm lên toàn cầu đối với con người

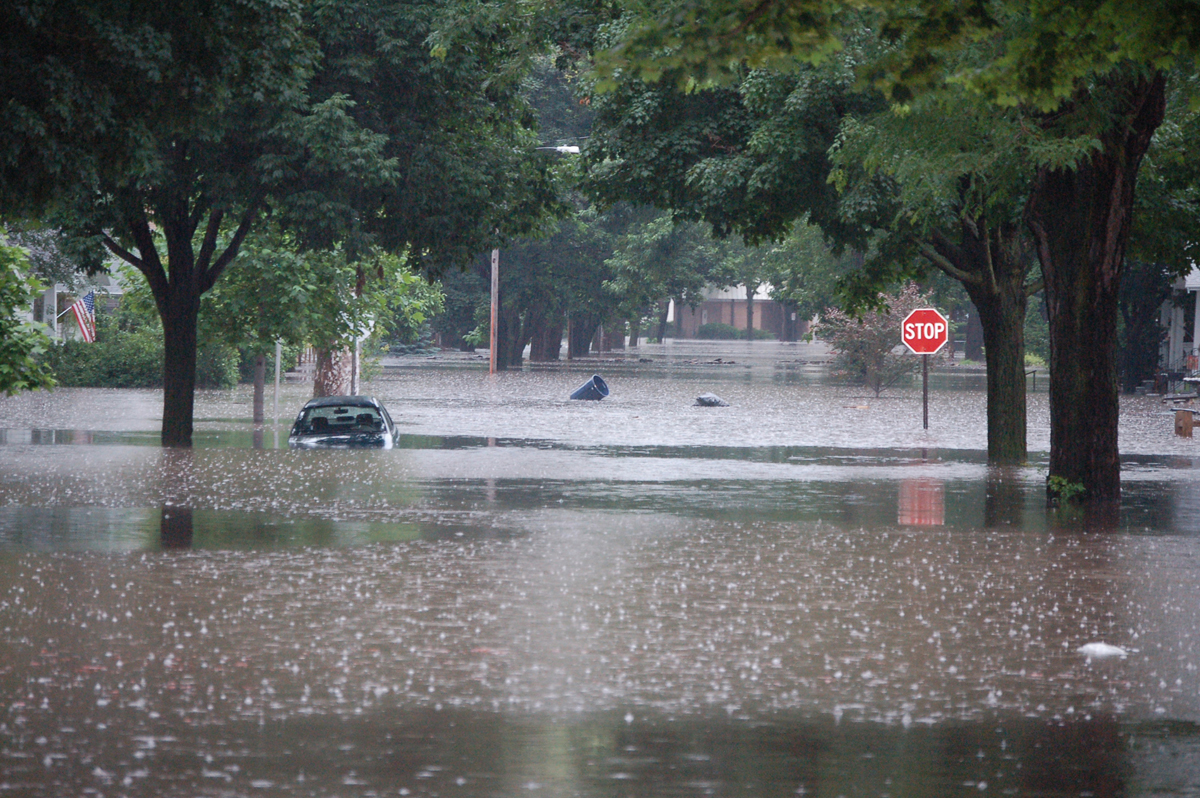
Lũ lụt ở Trung Tây Hoa Kỳ, tháng 6 năm 2008

Sự ấm lên toàn cầu đã mang lại những thay đổi có thể không thể đảo ngược đối với các hệ thống địa chất, sinh học và sinh thái của Trái đất. Những thay đổi này đã dẫn đến sự xuất hiện của các nguy cơ về môi trường đối với sức khỏe con người trên quy mô lớn, chẳng hạn như thời tiết cực đoan, suy giảm ôzôn, tăng nguy cơ cháy tại các vùng đất hoang, mất đa dạng sinh học, căng thẳng với các hệ thống sản xuất thực phẩm và sự lây lan toàn cầu của các bệnh truyền nhiễm. Ngoài ra, những thay đổi khí hậu được ước tính gây ra hơn 150.000 ca tử vong hàng năm.
Cho đến nay, các nghiên cứu đã được thực hiện ít hơn về tác động của biến đổi khí hậu đối với sức khỏe, cung cấp thực phẩm, tăng trưởng kinh tế, di cư, an ninh, thay đổi xã hội và hàng hóa công cộng, như nước uống, so với những thay đổi địa vật lý liên quan đến sự nóng lên toàn cầu. Hậu quả của những thay đổi này, có thể giúp đỡ hoặc làm tổn thương dân cư địa phương. Ví dụ, những thay đổi khí hậu ở Siberia, chẳng hạn, được dự kiến sẽ cải thiện sản xuất lương thực và hoạt động kinh tế địa phương, ít nhất là trong ngắn đến trung hạn. Trong khi đó, Bangladesh đã trải qua sự gia tăng các bệnh nhạy cảm với khí hậu như sốt rét, sốt xuất huyết, tiêu chảy ở trẻ em và viêm phổi, giữa các cộng đồng dễ bị tổn thương. Tuy nhiên, nhiều nghiên cứu cho thấy rằng các tác động ròng hiện tại và tương lai của biến đổi khí hậu đối với xã hội loài người đang và sẽ tiếp tục là cực kỳ tiêu cực.
Phần lớn các tác động bất lợi của biến đổi khí hậu là do các cộng đồng nghèo và thu nhập thấp trên thế giới gặp phải, những người có mức độ tổn thương cao hơn nhiều đối với các yếu tố quyết định môi trường về sức khỏe, sự giàu có và các yếu tố khác, và khả năng đối phó thấp hơn nhiều sự biến đổi khí hậu. Một báo cáo về tác động của con người toàn cầu đối với biến đổi khí hậu do Diễn đàn nhân đạo toàn cầu công bố năm 2009, ước tính hơn 300.000 người chết và khoảng 125 tỷ đô la thiệt hại kinh tế mỗi năm, và chỉ ra rằng phần lớn biến đổi khí hậu gây ra là do lũ lụt và hạn hán gây ra cho các nước đang phát triển.